# Gotico americano
Gotico Americano (American Gothic) è un romanzo horror psicologico dello scrittore statunitense Robert Bloch e pubblicato nel 1974.
Il romanzo è ispirato ai delitti del serial killer H. Howard Holmes, ribattezzato "G. Gordon Gregg" nel libro.

## Trama
Il chirurgo G. Gordon Gregg attira donne giovani e belle nel suo labirintico castello, ove le uccide. Crystal, una giovane giornalista di Chicago, comincia ad indicare sulla serie di delitti, senza sapere che Gregg la sta attirando nella sua trappola.

## Accoglienza
Il Los Angeles Times ha elogiato il libro definendolo "una chicca del vecchio Bloch".

## Cultura di massa

### Cinema
La Warner Bros. ha acquistato i diritti cinematografici del libro, ma nessuna pellicola è ancora stata realizzata.

## Edizioni
- Gotico americano, traduzione di A. Biasi Conte, Bompiani, 2015, ISBN 9788845256059.